# BAA 1946/47
Die BAA-Saison 1946/47 war die erste Saison der Basketball Association of America (BAA). Die BAA fusionierte später mit der National Basketball League (NBL) zur National Basketball Association (NBA). Daher gilt die Saison auch als erste Saison der NBA. In der ersten Saison gehörten 11 Mannschaften zur Liga und jede Mannschaft bestritt mindestens 60 Spiele. Das erste Spiel fand am Freitag, den 1. November 1946, vor 7090 Zuschauern in den Maple Leaf Gardens statt. Die New York Knicks besiegten die Toronto Huskies mit 68—66 und Ossie Schectman von den Knicks erzielte den ersten Korb in diesem Spiel, einen beidhändigen Unterhand-Korbleger, der heute als erster Korb der NBA-Geschichte zählt.
Die reguläre Saison begann am 1. November und endete nach 331 Spielen am Montag, den 31. März 1947. Für die Play-offs qualifizierten sich insgesamt sechs Teams. Die Postseason begann am 2. April und endete am Dienstag, den 22. April, mit 4—1 Finalsiegen der Philadelphia Warriors über die Chicago Stags.

## Saisonnotizen
- Die Besitzer einigten sich auf die Empfehlungen, keinen Collegespieler vor seiner erwarteten Graduierung zu verpflichten und die Teams nach Städten statt Firmen zu benennen (die Fort Wayne Pistons gaben ihren Namen Fort Wayne Zollner Pistons erst spät in den 1950er Jahren vor dem Umzug nach Detroit auf).
- Auffällig ist, dass neben Ossie Schectman von den Knickerbockers sieben Spieler der Meistermannschaft sowie ihre beiden Coaches ehemalige Spieler der Philadelphia SPHAs waren, nämlich Fleishman, Guokas, Hillhouse, Alexander Rosenberg, Rullo, Senesky, Coach Cy Kaselman und Eddie Gottlieb. Die Meisterschaftsprämie der Warriors konnte sich aber jedenfalls sehen lassen: 2.000 US-Dollar war in etwa ein halbes Saisongehalt.[3] Die Besitzer hatten sich vor der Saison auf 12-Minuten-Viertel, eine Gehaltsgrenze von 55.000 Dollar inklusive Coach und Trainer und eine Essenspauschale von 4 Dollar bei Auswärtsspielen geeinigt sowie eine maximale Teamstärke von zwölf Spielern, von denen mindestens acht anzutreten hatten, wobei Toronto die Erlaubnis erhielt, zwei zusätzliche kanadische Spieler zu verpflichten, um das Interesse am Spiel zu steigern.[4]
- Die 331 Spiele wurden von durchschnittlich 3142 Zuschauern besucht. Wegen der dramatisch schlechten Zuschauerzahlen erwog man Doubleheader, was sich in der laufenden Saison als schwierig erweisen sollte. Ein BAA-Spiel währte acht Minuten länger als eines der National Basketball League (NBL) mit vier Spielvierteln oder des College-Basketballs mit zwei Spielhälften und drei bis acht Minuten länger als eines der American Basketball League (ABL) – je nachdem, ob Drittel oder Viertel gespielt wurden. Als Alternative dazu wurden auf Vorschlag von Arthur Wirtz, dem Besitzer der Chicago Stags, durch Chicago und die Detroit Falcons – die einzigen, die dazu bereit waren – sogar insgesamt dreimal 60-Minuten-Spiele mit vier Spielvierteln erprobt.
- Bei einem Eigentümertreffen am 11. Januar 1947 wurde die „stationäre“ Zonenverteidigung verboten, um das Spiel zu beschleunigen.
- Bei den Eigentümertreffen vor der Saison war einstimmig beschlossen worden, keine afroamerikanischen Spieler zu verpflichten. Die BAA erhoffte sich Doubleheader mit dem Publikumsmagneten der dunkelhäutigen Harlem Globetrotters und wollte aus diesem Grund deren Besitzer Abe Saperstein nicht verärgern. Präsident Maurice Podoloff hielt ausdrücklich fest, dass ein Doubleheader in Philadelphia mit den Philadelphia SPHAs und der New York Renaissance die Einnahmen verdoppelt hätte, dabei aber lediglich 400 „farbige“ Zuschauer angezogen hätte und kaum auf den teuren Plätzen. Die NBL war zwar bereits seit 1942 integriert, man selbst wollte aber zunächst die Entwicklung im Major League Baseball abwarten, wenn Jackie Robinson vom Minor League Baseball zu den Brooklyn Dodgers befördert würde, um den Eindruck einer bush league (die die BAA allerdings war) zu vermeiden.

## Abschlusstabellen
Pl. = Rang,  = Für die Playoffs qualifiziert, Sp = Anzahl der Spiele, S—N = Siege—Niederlagen, % = Siegquote (Siege geteilt durch Anzahl der bestrittenen Spiele), GB = Rückstand auf den Führenden der Division in der Summe von Sieg- und Niederlagendifferenz geteilt durch zwei, Heim = Heimbilanz, Ausw. = Auswärtsbilanz, Div. = Bilanz gegen die Divisionsgegner

### Eastern Division
| Pl. | Mannschaft              | Sp | S—N   | %    | GB | Heim  | Ausw. | Div.  |
| --- | ----------------------- | -- | ----- | ---- | -- | ----- | ----- | ----- |
| 1.  | Washington Capitols     | 60 | 49—11 | .817 | —  | 29—10 | 20—10 | 21—50 |
| 2.  | Philadelphia Warriors   | 60 | 35—25 | .583 | 14 | 23—70 | 12—18 | 19—11 |
| 3.  | New York Knickerbockers | 60 | 33—27 | .550 | 16 | 18—12 | 15—15 | 11—17 |
| 4.  | Providence Steamrollers | 60 | 28—32 | .467 | 21 | 19—11 | 09—21 | 12—18 |
| 5.  | Boston Celtics          | 60 | 22—38 | .367 | 27 | 14—16 | 08—22 | 11—19 |
| 6.  | Toronto Huskies         | 60 | 22—38 | .367 | 27 | 15—15 | 07—23 | 10—20 |

### Western Division
| Pl. | Mannschaft           | Sp | S—N   | %    | GB   | Heim  | Ausw. | Div.  |
| --- | -------------------- | -- | ----- | ---- | ---- | ----- | ----- | ----- |
| 1.  | Chicago Stags        | 61 | 39—22 | .639 | —    | 22—90 | 17—13 | 17—80 |
| 2.  | St. Louis Bombers    | 61 | 38—23 | .623 | 1    | 22—80 | 16—15 | 20—50 |
| 3.  | Cleveland Rebels     | 60 | 30—30 | .500 | 8,5  | 17—13 | 13—17 | 10—14 |
| 4.  | Detroit Falcons      | 60 | 20—40 | .333 | 18,5 | 12—18 | 08—22 | 08—16 |
| 5.  | 0Pittsburgh Ironmen0 | 60 | 15—45 | .250 | 23,5 | 11—19 | 04—26 | 06—18 |

## Führende Spieler in Einzelwertungen
| Kategorie       | Spieler         | Mannschaft              | Wert   |
| --------------- | --------------- | ----------------------- | ------ |
| Punkte          | Joe Fulks       | Philadelphia Warriors   | 1389   |
| Wurfquote †     | Bob Feerick     | Washington Capitols     | 40,1 % |
| Freiwurfquote ‡ | Fred Scolari    | Washington Capitols     | 81,1 % |
| Assists         | Ernie Calverley | Providence Steamrollers | 202    |

† 200 Körbe nötig. Feerick nahm 908 Schüsse und traf 364.

‡ 125 Freiwürfe nötig. Scolari traf 146 von 180.

- Mit 208 beging Stan Miasek von den Detroit Falcons die meisten Fouls.
- Joe Fulks machte durchschnittlich 23,8 Punkte pro Spiel. Seine Freiwurfquote betrug 73 %. Er traf 439 von 601. Insgesamt fünf der Top-Ten-Freiwerfer erzielten mehr Freiwürfe als Scolari.
- Bis zur Saison 1968/69 wurden den Statistiken in den Kategorien „Punkte“ und „Assists“ die insgesamt erzielten Leistungen zu Grunde gelegt und nicht die Quote pro Spiel. Rebounds werden erst seit der Saison 1950/51 erfasst.

## Ehrungen
| - All-BAA First Team: - F – Joe Fulks, Philadelphia Warriors - F – Bob Feerick, Washington Capitols - C – Stan Miasek, Detroit Falcons - F – Bones McKinney, Washington Capitols - G – Max Zaslofsky, Chicago Stags | - All-BAA Second Team: - G – Ernie Calverley, Providence Steamrollers - G – Frankie Baumholtz, Cleveland Rebels - G – John Logan, St. Louis Bombers - C – Chick Halbert, Chicago Stags - G – Fred Scolari, Washington Capitols |

## Playoffs-Baum
|  | Viertelfinals | Viertelfinals           | Viertelfinals           |   |                  | Halbfinals            | Halbfinals          | Halbfinals |  |    | BAA-Finals    | BAA-Finals | BAA-Finals |
|  |               |                         |                         |   |                  |                       |                     |            |  |    |               |            |            |
|  |               |                         |                         |   |                  | E1                    | Washington Capitols | 2          |  |    |               |            |            |
|  |               |                         |                         |   |                  | E1                    | Washington Capitols | 2          |  |    |               |            |            |
|  | W1            | Chicago Stags           | 4                       |   |                  |                       |                     |            |  |    |               |            |            |
|  | W1            | Chicago Stags           | 4                       |   |                  |                       |                     |            |  |    |               |            |            |
|  |               |                         |                         |   |                  |                       |                     |            |  | W1 | Chicago Stags | 1          |            |
|  |               | E2                      | Philadelphia Warriors   | 4 |                  |                       |                     |            |  |    |               |            |            |
|  | W2            | St. Louis Bombers       | 1                       |   |                  |                       |                     |            |  |    |               |            |            |
|  | E2            | Philadelphia Warriors   | 2                       |   |                  |                       |                     |            |  |    |               |            |            |
|  | E2            | Philadelphia Warriors   | 2                       |   | E2               | Philadelphia Warriors | 2                   |            |  |    |               |            |            |
|  |               |                         |                         |   | E2               | Philadelphia Warriors | 2                   |            |  |    |               |            |            |
|  |               | E3                      | New York Knickerbockers | 0 |                  |                       |                     |            |  |    |               |            |            |
|  | W3            | E3                      | New York Knickerbockers | 0 | Cleveland Rebels | 1                     |                     |            |  |    |               |            |            |
|  | W3            |                         |                         |   |                  |                       |                     |            |  |    |               |            |            |
|  | E3            | New York Knickerbockers | 2                       |   |                  |                       |                     |            |  |    |               |            |            |

## Playoffs-Ergebnisse
Die Postseason begann am Mittwoch, den 2. April. Die bestplatzierten Teams beider Divisionen spielten ein Halbfinale, bei dem die Washington Capitols auf Grund der besseren Saisonbilanz Heimrecht hatten. Die Halbfinals der Divisionsbesten und die BAA-Finals wurden nach dem Modus „Best of Seven“ ausgetragen. Die Viertelfinals und die Halbfinals der Verfolger hingegen nach dem „Best of Three“-Modus. In den Halbfinals wurden die Divisionssieger ermittelt.

### Viertelfinals
Philadelphia Warriors 2, St. Louis Bombers 1

Mittwoch, 2. April: Philadelphia 73 – 68 St. Louis

Sonnabend, 5. April: St. Louis 73 – 51 Philadelphia

Sonntag, 6. April: St. Louis 59 – 75 Philadelphia
New York Knickerbockers 2, Cleveland Rebels 1

Mittwoch, 2. April: Cleveland 77 – 51 New York

Sonnabend, 5. April: New York 86 – 74 Cleveland

Mittwoch, 9. April: New York 93 – 71 Cleveland

### Halbfinals
Chicago Stags 4, Washington Capitols 2

Mittwoch, 2. April: Washington 65 – 81 Chicago

Donnerstag, 3. April: Washington 53 – 69 Chicago

Dienstag, 8. April: Chicago 67 – 55 Washington

Donnerstag, 10. April: Washington 76 – 69 Chicago

Sonnabend, 12. April: Chicago 55 – 67 Washington

Sonntag, 13. April: Chicago 66 – 61 Washington
Philadelphia Warriors 2, New York Knickerbockers 0

Sonnabend, 12. April: Philadelphia 82 – 70 New York

Montag, 14. April: New York 53 – 72 Philadelphia

## BAA-Finals

### Philadelphia Warriors vs. Chicago Stags
Da die Team-Foul-Grenze erst Mitte der 50er Jahre eingeführt wurde, sind die Finals aus heutiger Sicht auf Grund der Rekordzahl an Fouls bemerkenswert. Nie gab es in einer Finalserie von fünf Spielen mehr Disqualifikationen, nämlich neun durch Philadelphia und acht durch Chicago. Den persönlichen Rekord hält dabei Art Hillhouse mit fünf vor Chuck Gilmur aus Chicago mit vier Disqualifikationen, beides Leistungsträger ihrer Teams. Der Warrior Hillhouse stellte mit seinen 25 individuellen Fouls in dieser Serie einen bis 1953 geltenden Rekord auf.
Die meisten Finalserienpunkte eines Rookies pro Spiel erzielte Joe Fulks aus Philadelphia am 16. und 22. April 1947 mit 37 und 34 Punkten. Dabei handelte es sich um einen Rekord, der erst 1980 durch Magic Johnson gebrochen werden sollte.
Die Finalergebnisse:

Mittwoch, 16. April: Philadelphia 84 – 71 Chicago

Donnerstag, 17. April: Philadelphia 85 – 74 Chicago

Sonnabend, 19. April: Chicago 72 – 75 Philadelphia

Sonntag, 20. April: Chicago 74 – 73 Philadelphia

Dienstag, 22. April: Philadelphia 83 – 80 Chicago
Die Philadelphia Warriors werden mit 4—1 Siegen zum ersten Mal BAA-Meister. Da die NBA als Kontinuum der BAA angesehen wird, gilt der Meistertitel historisch ebenso als NBA-Meisterschaft.

## Die Meistermannschaft der Philadelphia Warriors
| Howie Dallmar, Jerry Fleishman, Joe Fulks, Matt Guokas Sr., Art Hillhouse, Ralph Kaplowitz, Moe Murphy, Angelo Musi, Petey Rosenberg, Jerry Rullo, Fred Sheffield, George Senesky Head Coach: Eddie Gottlieb |